# Landschaftsschutzgebiet Enkhauser Bachtal
Das Landschaftsschutzgebiet Enkhauser Bachtal mit 56,8 ha Flächengröße liegt zwischen Hövel und Hachen im Stadtgebiet von Sundern im Hochsauerlandkreis. Es wurde 1993 mit dem Landschaftsplan Sundern durch den Kreistag des Hochsauerlandkreises erstmals mit dem Namen Landschaftsschutzgebiet Enkhauser Bachtal südlich und nördlich der B 229 als Landschaftsschutzgebiet (LSG) mit einer Flächengröße von 55,37 ha ausgewiesen. Bei der Neuaufstellung des Landschaftsplaners Sundern wurde es als Landschaftsschutzgebiet vom Typ C, Wiesentäler und bedeutsames Extensivgrünland, erneut ausgewiesen und etwas vergrößert. Es wird durch bebaute Bereiche in drei Teilflächen geteilt und grenzt direkt an den Siedlungsraum von Hövel, Estinghausen (Sundern), Enkhausen und Hachen. Das LSG liegt teils südlich und teils nördlich der B 229 und gehört zum Naturpark Sauerland-Rothaargebirge.

## Beschreibung
Das LSG umfasst Grünlandflächen im gesamten Talverlauf des Enkhauser Baches von Hövel über Estinghausen und Enkhausen bis Hachen. Zusätzlich sind auch einige strukturreiche Seitentälchen und Hanglagen mit eingeschlossen. Neben auf kurzen Abschnitten vorkommenden Erlen-Ufergehölzen, kommen an zahlreichen Parzellengrenzen, Geländekanten und Wegen Heckenstrukturen, einzelne Bäume oder Baumreihen vor.

## Schutzzweck
Die Ausweisung erfolgte zur Sicherung und Erhaltung der natürlichen Erholungseignung und der Leistungsfähigkeit des Naturhaushaltes gegenüber den vielfältigen zivilisatorischen Ansprüchen an Natur und Landschaft. Das LSG dient der Ergänzung bzw. Pufferzonenfunktion der strenger geschützten Teile dieses Plangebietes durch den Schutz ihrer Umgebung vor Einwirkungen, die den herausragenden Wert dieser Naturschutzgebiete und Schutzobjekte mindern könnten und Sicherung der Kohärenz und Umsetzung des europäischen Schutzgebietssystems Natura 2000.

## Rechtliche Vorschriften
Wie in den anderen Landschaftsschutzgebieten vom Typ C im Stadtgebiet besteht im LSG ein Verbot, Bauwerke zu errichten. Vom Verbot ausgenommen sind Bauvorhaben für Gartenbaubetriebe, Land- und Forstwirtschaft. Die Untere Naturschutzbehörde kann Ausnahme-Genehmigungen für Bauten aller Art erteilen. Wie in den anderen Landschaftsschutzgebieten vom Typ B in Sundern besteht im LSG ein Verbot der Erstaufforstung und Weihnachtsbaum-, Schmuckreisig- und Baumschul-Kulturen anzulegen. Grünland und Grünlandbrachen dürfen nicht in Acker oder andere Nutzungen umgewandelt werden.